# بندر (فين)
بندر (بالفارسية: بندر) هي قرية تقع في إيران في قسم فين الريفي.